# محمدتقی اسفندیاری
محمدتقی خان منتخب‌الملک اسفندیاری (۱۲۵۳ – آبان ۱۳۱۸) دیپلمات، دولتمرد و نماینده مجلس شورای ملی بود. در زمان سفارت او در افغانستان، اختلافات مرزی دو کشور حل شد.

## آغاز کار
پدرش محمدقلی خان منتخب‌الملک نوری از خاندان اسفندیاری مازندران و شاغل در وزارت امورخارجه بود. خودش نیز در سال ۱۲۷۵ خورشیدی وارد خدمت وزارت خارجه شد. مدتی در ادارات مختلف مشغول کار بود تا اینکه به معاونت کارگزاری (مسئول امور حقوقی اتباع بیگانه) خراسان رسید. سپس به تهران انتقال یافت و معاونت و سپس کفالت (سرپرستی) محاکمات (امور حقوقی اتباع بیگانه) وزارت خارجه به او محول شد. مدتی نیز رئیس اداره حقوقی بود. سپس ژنرال قنسول (سرکنسول) ایران در بغداد شد. ابتدا لقب معتضداللممالک داشت  و پس از مرگ پدرش در حدود سال ۱۲۹۷ لقب او (منتخب‌الممالک) را دریافت کرد. از سال ۱۲۹۸ تا ۱۳۰۸ رئیس اداره انگلیس و از سال ۱۳۰۸ مدیرکل وزارت امور خارجه بود. 
در چهاردهم فروردین ۱۳۱۰ علی منصور وزیر داخله (کشور) محمدتقی اسفندیاری را به عنوان معاون خود به مجلس شورای ملی معرفی کرد. سال بعد اسفندیاری به عنوان سفیرکبیر به افغانستان اعزام شد. 

## حل اختلاف مرزی ایران و افغانستان
اسفندیاری در دوران سفارت خود در کابل به مسئله تعیین خطوط مرزی ایران با افغانستان و حل اختلاف بر سر موسی‌آباد رسیدگی کرد. او در شانزدهم اسفند  ۱۳۱۲ پروتکلی با فیض‌محمد خان وزیر امورخارجه افغانستان امضا کرد که حل اختلافات و تحدید کامل مرز دو کشور را به حکمیت دولت ترکیه سپرد و طرفین موافقت کردند که هر نظری را که دولت ترکیه اعلام کند، نظر قطعی بدانند و به آن عمل کنند. دولت ترکیه ارتشبد فخرالدین آلتای را به عنوان حکم معرفی کرد که در سال ۱۳۰۷ (۱۹۲۸) هنگام سفر امان‌الله خان و همسرش ثریا به ترکیه، مهماندار رسمی آنان بود. ارتشبد آلتای پس از مطالعات محلی و بررسی اسنادی که دو کشور در اختیار او گذاشتند و همچنین مطالعه درباره بافت جغرافیایی و تاریخ منطقه، رأی خود را در در ۲۵ اردیبهشت ۱۳۱۴ ابلاغ کرد که دو دولت پذیرفتند و مجلس شورای ملی نیز در سیزدهم مهر ۱۳۱۴ تأیید کرد.

## ناظر بر بانک ملی
در پایان سال ۱۳۱۳ به تهران احضار و بازنشسته شد. در سال ۱۳۱۶ به نمایندگی بابل به مجلس شورای ملی رفت (دوره یازدهم). در همین دوره در ۲۹ اسفند ۱۳۱۶ نمایندگان او را به عنوان عضو هیئت نظارت بر بانک ملی و چاپ اسکناس برگزیدند. 

## درگذشت
اسفندیاری در دوره دوازدهم نیز به نمایندگی بابل انتخاب شد اما در همان آغاز کار مجلس درگذشت. حاج محتشم‌السلطنه اسفندیاری رئیس مجلس شورای ملی هنگام خبر درگذشت او در مجلس گفت: 

«نمی‌خواهم که از مرحوم محمد‌تقى اسفندیارى مبالغه چیزى عرض کرده باشم ولیکن یک مقدارى از حقگذارى هم نمی‌شود خوددارى کرد. آن مرحوم به علاوه اینکه واقعاً داراى فضایل علمى و معلومات زیاد و سابقه خدمت و داراى یک قلم زبردستى بود، شخصاً هم شریف و نجیب و صاحب اخلاق کریمه بود. از منشى‌گرى وزارت امور خارجه تا مقام سفارت کبرى که منتها درجه خدمت آن وزارتخانه است و همچنین در هر کاری که دولت او را معین فرمودند، همه را با صداقت و درستى و شاه‌پرستى و دولت‌خواهى انجام داد. همیشه از هر بدى خود را کنار مى‌گرفت و به هیچ ناسازایى خودش را آلوده نکرد. با یک درستى در خدمات خود رفتار کرده که فقدان یک همچون مستخدمى براى کشور و چنین عضوى براى مجلس، اسباب تأسف و تأثر واقعى است». 